# Le Nouvelliste (Trois-Rivières)
Pour les articles homonymes, voir Le Nouvelliste.
Le Nouvelliste est un quotidien de langue française fondé le 30 octobre 1920 à Trois-Rivières au Québec. Il est publié en format numérique du lundi au samedi. Le journal couvre le territoire de la région de la Mauricie et de la partie de la région du Centre-du-Québec située au nord de l'autoroute 20. Il est actuellement édité par la Coopérative Le Nouvelliste, membre du groupe de presse Coopérative nationale de l'information indépendante depuis 2020.

## Historique

### Les prémices du Nouvelliste
Le Nouvelliste prend forme en 1920 dans un contexte de grands changements dans la province de Québec. Il est créé à Trois-Rivières.  À part ce dernier, plusieurs journaux ont vu le jour à Trois-Rivières et ceux-ci se sont tous tournés vers l’échec, mis à part, le Trifluvien qui sera au cœur de la naissance du Nouvelliste. Les journaux trifluviens n’ont pas tous eu la même attention dans la région mauricienne. La première apparition d’un journal à Trois-Rivières se situe dans les années 1800. La Gazette de Trois-Rivières apparait comme un journal indépendant s’inspirant grandement de l’influence de la Gazette de Québec. À l’époque, ce journal fut le principal dans la ville de Québec et il continue pendant de nombreuses années à être actif. La popularité des journaux à Trois-Rivières n’était pas aussi présente qu’à Québec. La Gazette de Trois-Rivières inaugure une première apparition d’un journal dans la région de la Mauricie.
D’autres journaux ont eu un impact considérable et peuvent être mentionnés pour comprendre comment le Nouvelliste est apparu dans la région. Un second journal est apparu après la disparition de ladite gazette, soit le journal de Trois-Rivières en 1865. Le journal de Trois-Rivières signe le plus long règne, alors qu’il demeure près de 26 ans. Celui-ci comprend des nouvelles politiques, économiques et culturelles. Quinze ans après son instauration, un autre périodique est né, il s’agit du journal le Concorde. Le directeur du journal est en fonction au parti libéral. Le Concorde se bat avec le journal de Trois-Rivières aux aspirations conservatrices. On remarque que ces journaux ne perdurent pas à Trois-Rivières, puisque ces derniers finissent par mourir financièrement et à cause de leurs idées politiques qu’ils défendent. L’année 1880 signe le début de l’ère du Nouvelliste. En effet, c’est grâce au périodique le Concorde que l’on obtient les premières informations concernant un numéro du quotidien. C’est seulement quelques années plus tard, soit en 1908 que Le Nouvelliste apparait officiellement comme un journal officiel à Trois-Rivières. L’incendie de 1908 signe la fin d’une ère politique dans les journaux. Ces derniers, tel que le Trifluvien, disparaissent totalement de la surface puisque la bâtisse de l’éditeur des journaux de Trois-Rivières brule. Ainsi, il n’y a plus aucun journal abordant des positions politiques, les éditeurs ne veulent plus avoir affaire avec la politique. C’est pour cette raison que Le Nouvelliste a comme principal objectif de faire la promotion des activités économiques de la région, de montrer le progrès, de partager des nouvelles heureuses et de partager les nouvelles mauriciennes.

#### Débuts
Lors de l’arrivée de Joseph Herman Fortier, fondateur du Nouvelliste, ce dernier possède un magasin et commence à faire de la publicité. Ainsi, il crée un quotidien où il tente de faire grandir ses affaires. De manière générale, son quotidien consiste à faire fructifier les revenus de la boutique. Grâce à la distribution du journal, il fait la publicité de sa boutique. D’abord, le quotidien régional montre une visée expansionniste, et ce, dès ses débuts. En fait, cela vient principalement de la pensée régionaliste effervescente des Mauriciens qui se développe dans la région de Trois-Rivières et dans ses environs C’est lorsque le monde entre dans les Années folles de 1920 que les Mauriciens prennent conscience de l’importance de l’industrie des pâtes et papier. Les pâtes et papiers sont un exemple, mais plusieurs autres secteurs mènent à cette effervescence régionale, notamment, l’hydroélectricité qui est en essor avec la nouvelle compagnie de Shawinigan. Le réseau de forêts considérable permet cet essor en Mauricie. On considère même sur le moment que Trois-Rivières est inscrit au troisième rang dans la production industrielle au Québec. Cette boucle industrielle montre comment Le Nouvelliste a perduré comme le principal journal de Trois-Rivières, puisqu’il est le seul au début des années à avoir une grande importance dans la région. Il développe une excellente réputation et est distribué en quantité industrielle. Cette situation mène à une réelle avancée et reconnaissance de la région mauricienne dans les années 1920. La Mauricie joue un rôle de premier plan dans le développement de la province. En effet, le journal des années 1920 et les versions des années 1930 font « la promotion de l’agriculture, de l’exploitation des ressources naturelles, de la multiplication des usines et de l’achat local ».
Cette implication du Nouvelliste dans les affaires économiques, sociales et municipales de la ville de Trois-Rivières constitue un élément d’avant-plan pour la continuité du journal. En quelque sorte, grâce à sa période d’essor industriel, le Québec devient le premier producteur de papier au Canada et on vient même à dire que la Mauricie devient la capitale du papier. Ce fait découle de l’émergence des industries forestières dans la région de la Mauricie. Depuis les années 1800, on a vu la naissance de plusieurs journaux. C’est dans ces années que les premières industries forestières émergent dans la région. Aux abords des années 1920, les industries suivent le mouvement mondial. D’une même façon, Le Nouvelliste entre en essor complet lorsque celui-ci décide de faire la promotion de l’économie de la région. Certaines industries seront d’une grande importance pour le développement du quotidien. Parmi les industries en essor, on retrouve la CIP, qui sera la principale industrie de la région mauricienne. La Canadian International Paper compagny voit le jour en 1919, une filiale de l’International Paper de 1916. Cette dernière, construite dans la région, est une industrie énorme. La compagnie devient une des compagnies de pâtes et papiers les plus importantes au monde. En 1920, la construction de nombreuses machines est entamée au sein de l’industrie. La production de journaux explose, car, faut-il le rappeler, mais cet essor est dû aux Années folles. Le journal Le Nouvelliste est le principal profiteur. La caractéristique qui permet au Nouvelliste d’être produit et influent est sans aucun doute le fort taux d’emploi des bucherons dans la région de la Mauricie En chiffre, en 1923, près de 25 000 bucherons contribuent au développement du quotidien. Cela donne un premier souffle au journal, ce qui lui permet de prendre ces aises sur le marché économique de la région. Le directorat se donne lui-même le titre : « Le seul journal quotidien publié dans la plus importante région manufacturière de papier au monde».

### Fondateurs et figures clés du journal

#### 1920 jusqu'à 2000
En 1920, Trois-Rivières connaissait une période de prospérité économique marquée par l’industrialisation et la croissance des affaires locales. Dans ce contexte, Joseph-Hermann Fortier, un homme d'affaires et directeur général des magasins P-T Légaré, décide de fonder le quotidien Le Nouvelliste.  Pour réaliser son projet, Joseph-Hermann Fortier acquiert l’imprimerie Le Trifluvien, fondée en 1917 par l’avocat et journaliste J.-Alfred Cambray. Ce dernier avait relancé le journal à cette époque, et c’est en 1920 que Fortier reprend l’imprimerie, sous le nom Le Nouvelliste. L’objectif principal derrière cette initiative était de soutenir la croissance de son propre commerce tout en stimulant celle des autres marchands de la ville. En s’associant avec Romuald Bourque comme directeur et Émile Jean comme rédacteur en chef, Fortier met en place un journal qui, au-delà de son rôle traditionnel d’information, se veut un véritable outil de promotion économique. Le journal offre une plateforme pour que les marchands de Trois-Rivières puissent mettre de l’avant leurs produits et services, renforçant ainsi l’économie locale.  Dès ses débuts, le journal comprend une dizaine d’employées qui couvrent notamment les nouvelles locales et régionales et il se fixe également comme objectif principal de conserver son indépendance politique. Dans les années 1930, la Grande Dépression frappe durement l'économie, et Trois-Rivières n'échappe pas à cette crise. Le commerce de P-T Légaré, dirigé par Joseph-Hermann Fortier, subit de lourdes pertes. La situation devient de plus en plus insoutenable, et en 1935, Fortier se voit contraint de déclarer faillite. Face à cette situation financière difficile, Fortier prend la décision de vendre le journal Le Nouvelliste. C'est ainsi que le quotidien passe sous la propriété de Jacob Nicol, un homme d’affaires et propriétaire de plusieurs autres journaux au Québec.
Le 30 août 1951, le quotidien passe sous les mains de Honoré Dansereau et son fils Pierre. Avec les nouveaux propriétaires, le journal connait un grand succès et embauche une centaine de personnes. Gérald Godin, à la fois homme politique et écrivain, a travaillé comme journaliste pour Le Nouvelliste durant cette période, soit de 1959 à 1961, avant de rejoindre Le nouveau journal de Montréal en 1961.
En 1967, le journal est de nouveau vendu aux journaux Trans-Canada, une compagnie appartenant à Paul Desmarais. Dans les années 1970, le journal est sous la direction du groupe de presse contrôlé par GESCA, qui sera cédé à la Power Corporation du Canada. Le nombre de journaux locaux durant cette période connait une croissance importante, ce qui souligne l’impact que la presse municipale peut avoir. À ce moment, le quotidien régional de Trois-Rivières compte une quinzaine de journalistes et tire environ 50 000 exemplaires par année.

#### 2000 jusqu'à aujourd'hui
À partir de 2015, GESCA, propriétaire de six journaux locaux, dont Le Nouvelliste, les vend à au Groupe Capitales Médias. Le groupe opère sous la direction de Martin Cauchon, un homme politique et ministre libéral en 2003. Après quatre ans d'activité, le Groupe Capitales Médias déclare faillite. L'entreprise a sollicité un soutien financier de cinq millions de dollars pour assurer la poursuite des activités des six journaux, en attendant qu'un acheteur se manifeste pour reprendre les opérations, mais sans succès. À la suite de la faillite du Groupe Capitales Médias, la Coopérative nationale de l’information indépendante voit le jour en 2019.

### Développement du périodique et chronologie

#### Évolution et moments clés dans l’histoire du journal
En Europe, il y a aussi des journaux nommés Le Nouvelliste, ils sont francophones. En revanche, ceux en Europe n’ont aucun lien direct avec le quotidien québécois. En 1920, l’homme d’affaires Joseph-Hermann Fortier a fait l’achat du journal le Trifluvien, ainsi que de l’imprimerie J. A. Cambray, pour le renommer par ensuite Le Nouvelliste. Son tirage passa de 11 000 copies en 1935 à environ 16 000 en 1946[. M. Fortier était alors aussi copropriétaire du quotidien l’Évènement de Québec à l’époque, donc la plupart de l’équipement utilisé à Trois-Rivières venait de celui-ci. En addition avec les conseils du directeur de la Tribune de Sherbrooke, Joseph-Hermann Fortier procéda à l’embauche de Romuald Bourque, qui fut nommé directeur-gérant du Nouvelliste et aussi du jeune Émile Jean en tant que rédacteur en chef du quotidien. Romuald Bourque quitta son poste en 1923, ce qui laissa la place à Émile Jean, âgé de 24 ans, qui le remplaça durant 30 ans. M. Jean incarna une telle figure paternelle pour le journal que beaucoup de personnes étaient convaincues qu’il en était le propriétaire lui-même.
Le quotidien mauricien avait un bel encadrement religieux et s’intéressait aux personnalités publiques avec des valeurs plus conservatives, dont le clérico-nationalisme. Le Nouvelliste faisait preuve de régionalisme, ce qui signifie que le journal n’avait pas pour seul objectif de couvrir l’actualité d’un espace donné, mais aussi de promouvoir sa propre conception de la société. Cette vision était façonnée par certains thèmes et discours, qui influençaient sa manière d’interpréter les événements à l’échelle mondiale. Parallèlement, Albert Tessier fut considéré comme étant l’instigateur de ce mouvement en Mauricie. Effectivement, plusieurs de ses textes et conférences furent repris dans le journal à de multiples occasions. Notamment, par respect aux autorités religieuses, le journal signalait le communisme avec virulence sans gêne. Jamais le quotidien ne rapporta de propos négatifs en lien avec le pouvoir anglais au Canada.
Au cours de l’année 1935, la compagnie P.T Légaré et M. Fortier furent touchés par les répercussions de la crise financière de 1929 et tombèrent alors en faillite. En effet, l’homme d’affaires devait passer le flambeau de propriétaire à quelqu’un d’autre, n’étant plus apte financièrement à s’en occuper. Il décida alors de le vendre à son ami, Jacob Nicol, qui était déjà propriétaire des trois autres grands journaux, soit la Tribune de Sherbrooke ainsi que le Soleil et l’Évènement de Québec. Étant donné que M. Nicol ne voulait pas faire de concurrence entre ses quatre journaux, il décida d’arrêter l’expansion territoriale du Nouvelliste. Toutefois, cela n’empêcha pas le quotidien d’avoir une grande prospérité. D’ailleurs, la publicité passa de 20% à 50% des pages du journal entre les années 1935 à 1950 grâce à Émile Jean. En raison de son excellent travail et de sa détermination, M. Jean se fut offrir la médaille d’or par l’Association des Annonceurs du Canada en 1946. Durant l’ère ayant M. Nicol comme propriétaire, le journal, défendant certaines positions outre que conservatrices, n’était pas très apprécié par le premier ministre de l’époque, Maurice Duplessis, en raison des idées libérales que défendait son détenteur.
En 1951, Jacob Nicol a fait la vente du journal à un certain Honoré Dansereau, qui en rêvait depuis sa jeunesse. M. Dansereau donna alors le poste de vice-président du quotidien à son fils Pierre, qui prit ensuite le poste de président à la suite de la mort de son père. Puis, en 1968, il vendra le quotidien aux journaux Trans-Canada de Paul Desmarais. Le journal vit alors un élan de modernisme en 1968, où son tirage a atteint 46 102 copies, en prenant en compte qu’en 1961, le tirage était seulement de 24 803 copies. Avec le temps, le journal a élargi ses types d’articles, c’est-à-dire que, depuis sa création, les intérêts des lecteurs ont changé ou dilaté, ce qui amena le journal à inclure plus d’articles internationaux, sportifs et sur les personnalités célèbres. Le Nouvelliste publia quelques éditions spécifiques. Par exemple, le 14 avril 1923, le journal a publié un article spécial sur les automobiles. De plus, le journal mauricien a changé d’emplacement à quelques reprises depuis sa création, sans que cela ait d’impact majeur sur son travail et sa réputation.

### Nouveaux moyens de diffusion
Avec l’évolution des technologies et l’émergence d’une nouvelle forme de journalisme, notamment le journalisme numérique, les quotidiens doivent adapter leurs pratiques pour maintenir leurs activités. Le développement des outils technologiques a transformé les méthodes de consommation et de la cueillette d’information. Au Québec, la presse écrite doit face à de grands défis : la diminution du lectorat papier pousse les journaux à adapter leurs pratiques journalistiques avec le développement des nouvelles technologies numériques. C’est dans cette optique que « Le Nouvelliste » se tourne vers le format numérique. En 2023, le quotidien régional basé à Trois-Rivières continue de diffuser les nouvelles locales exclusivement en ligne.

## Chronologie
- 1920 : Le journal est fondé par Joseph-Hermann Fortier
- 1935: Le journal est acheté par Jacob Nicol.
- 1951: Le journal est acquis par Honoré Dansereau.
- 1968: Le Nouvelliste est acquis par Paul Desmarais (père) via la Corporation de valeurs Trans-Canada (fondée en 1965 et filiale de ). Gesca est créé la même année et les journaux de Trans-Canada passent sous son contrôle.
- 1970: Gesca est cédé à Power Corporation du Canada[29].
- 31 octobre 2005: Le Nouvelliste adopte le format tabloïd[30].
- 14 mars 2015: Gesca se départ de ses six quotidiens régionaux, incluant Le Nouvelliste, qui sont vendus à Groupe Capitales Médias, une société dirigée par l'ancien ministre libéral Martin Cauchon.
- 19 août 2019: Moins de cinq ans après sa création, le Groupe Capitales Médias se met sous la protection de la Loi sur les arrangements avec les créanciers[31]. C'est le cabinet PwC qui agit comme syndic de faillite[32].
- 5 décembre 2019: Les travailleurs et les cadres du journal créent la Coopérative de solidarité Le Nouvelliste qui permet «de déposer une offre au syndic de faillite pour le maintien des activités[33]» du quotidien régional de la Mauricie. L'offre est acceptée.

## Identité visuelle (logotype)

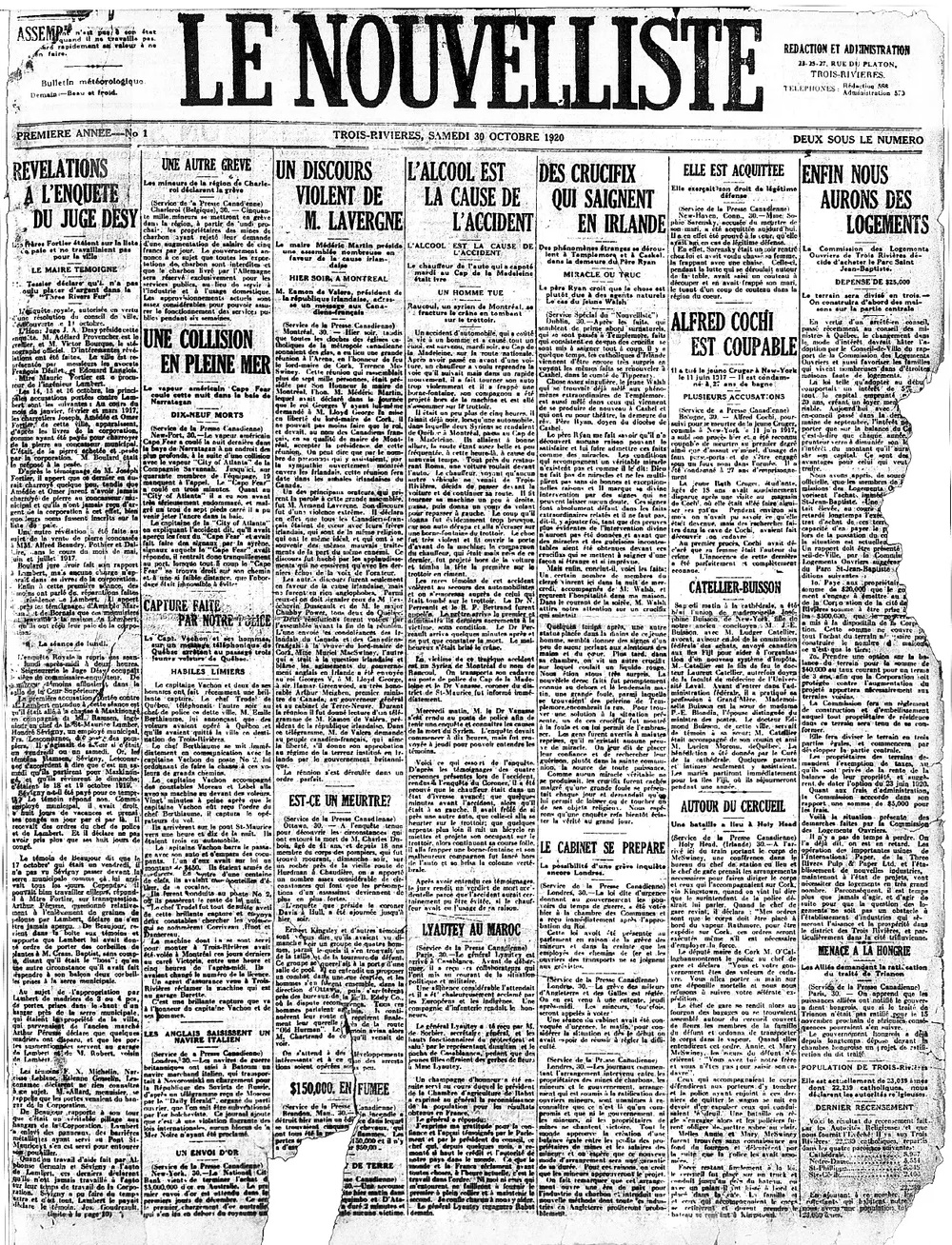
Une du premier numéro.
Logo avant 2015.
Logo depuis 2015.